# Аул Атилије Кајатин
Аул Атилије Кајатин (лат. Aulus Atilius Calatinus; до 216. п. н. е.) је био римски војсковођа и политичар, који се истакао током Првога пунскога рата. Био је конзул 258. п. н. е. и 254. п. н. е. Заслужан је за велика освајања на Сицилији током 258. п. н. е. Био је први римски диктатор, који је војску повео ван Апенинскога полуострва.

## Порекло
Потиче из угледнме плебејске породице Атилија, пореклом из Кампаније. Био је син Аула Атилија Калатина, који је 306. п. н. е. био оптужен за издају града Соре у Самнитским ратовима. Спасио га је тада његов таст Квинт Фабије Максим Рулијан, који је тврдио да би раскинуо са њим да је веровао да је Атилије крив. Плебејци Атилији били су клијенти моћних Фабијеваца и са њима су били повезани брачним и политичким везама. Атилији Кајатини били су рођаци и других чувених Атилија Регула. Кајатин је име, које је повезано са Калатијом, која је на 10 километара јужно од Капуе.

## Први конзулат
По први пут изабран је за конзула током Првога пунскога рата 258. п. н. е. заједно са Гајем Сулпицијем Патеркулом. Добио је Сицилију као конзулску провинцију. Напао је најпре Панормо, у коме је зимовала картагињанска војска. Пошто није могао да освоји град, а ни изазове противничку војску у одлучну битку одустао је од Панорма. Хипану је брзо освојио, а Митистрат је освојио након дуге опсаде. Приликом напада на Камарину упао је у заседу. Спасио га је војни трибун Калпурније Флама са својих 300 добровољаца. Након тога заузео је Камарину, која се нешто пре тога одметнула од Римљана. Заузео је још и Ену и неколико мањих места, која су припадала Картагињанима. Након тога опседао је Липаре, а ту опсаду наставио је следећи конзул после њега. По повратку у Рим одобрен му је тријумф. Током 257. п. н. е. изабран је за претора.

## Освајање Панорма
По други пут именован је за конзула 254. п. н. е. заједно са Гнејем Корнелијем Сципионом Асином. Кратко време пре тога Римљани су изгубили готово целу флоту крај рта Пахина, али Кајатин и Сципион су за три месеца изградили нову флоту од 220 бродова. С целом флотом од 300 бродова опсели су Панорм, као најзначајнији картагињански град на Сицилији. Освојили су Панорм, у њему оставили значајан гарнизон и вратили се у Рим. Тријумф је тада додељен само Сципиону Асини.

## Диктатор
Након катастрофалнога римскога пораза у бици код Дрепане 249. п. н. е. био је именован за диктатора, али није учинио ништа вредно спомена. Био је први диктатор, који је повео војску ван Апенинскога полуострва. Изабран је за цензора 247. п. н. е. Неколико година касније изабран је за посредника у спору између проконзула Гаја Лутација Катула и претора Квинта Валерија, око тога који од њих двојице заслужује тријумф. Пресудио је у корист проконзула.